# Masao Adachi
Masao Adachi, född 13 maj 1939 i Fukuoka prefektur, Japan, är en skådespelare, regissör, filmproducent och manusförfattare. Han är medlem i organisationen Japanska Röda Armén.
Han gjorde filmer främst under 1960- och 1970-talen. Han slutade med det tidigt under 1970-talet då han gick med i Japanska Röda Armén. Efter att ha bott 28 år i Libanon arresterades han för brott mot passlagarna och dömdes 2001 för detta till fyra års fängelse, som förkortades till 18 månader. Efter frigivandet deporterades han via Jordanien till Japan där han åter greps för samma brott. Efter att ha suttit häktad i 18 månader fälldes han, men släpptes eftersom straffet redan var avtjänat. Efter frigivandet har han börjat att filma igen efter 30 års uppehåll.

## Filmografi
Filmer som haft svensk premiär
- 1969 - En shinjukutjuvs dagbok, manus